# قلعه بودا
قلعه بودا (مجاری: Budavári Palota، آلمانی: Burgpalast، ترکی استانبولی: Budin Kalesi) یک قلعه تاریخی در بوداپست، مجارستان است. همچنین این قلعه قصر پادشاهان مجارستان بوده است و به همین علت به آن قصر سلطنتی نیز گفته می‌شود.

## نگارخانه

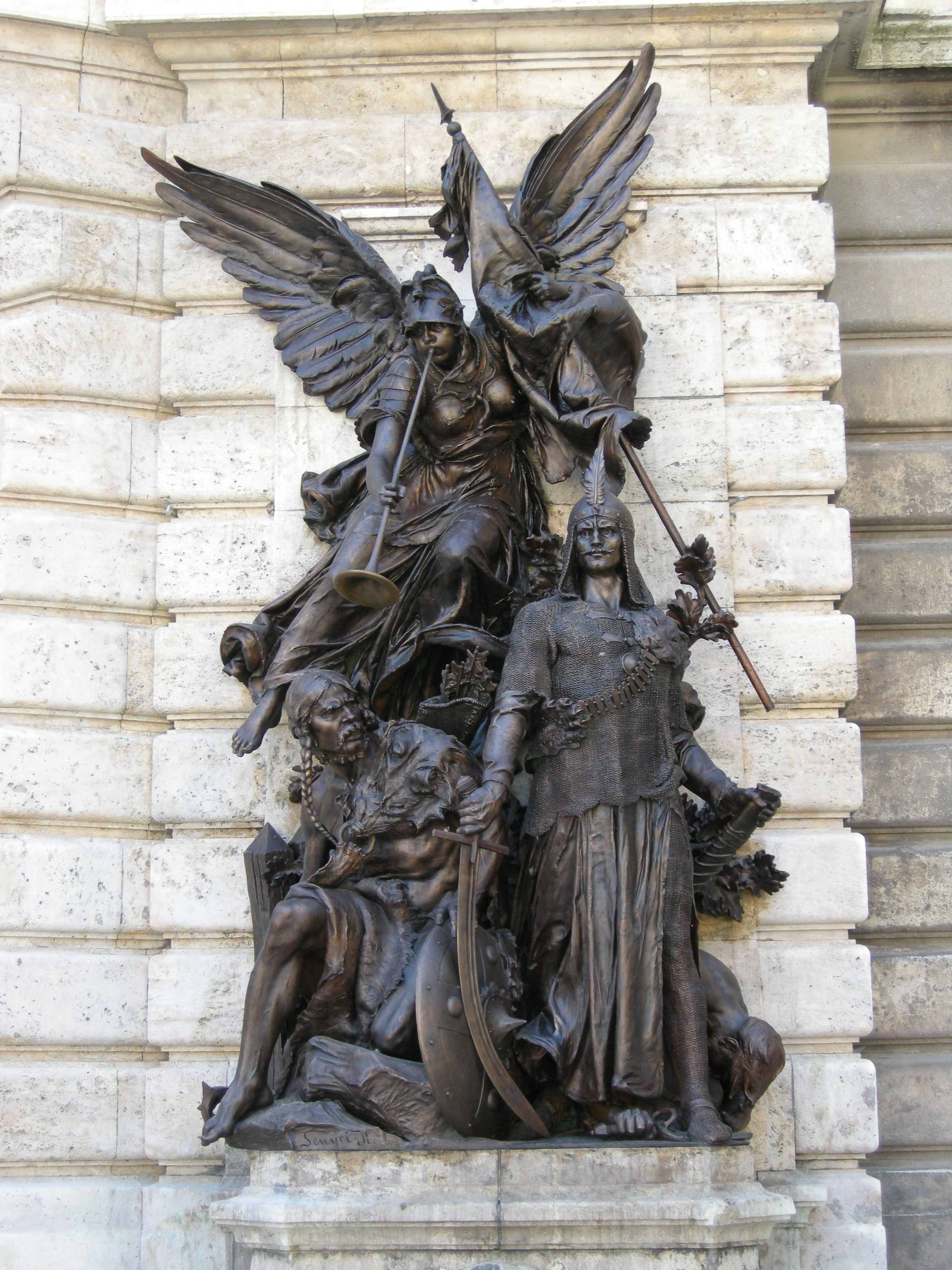
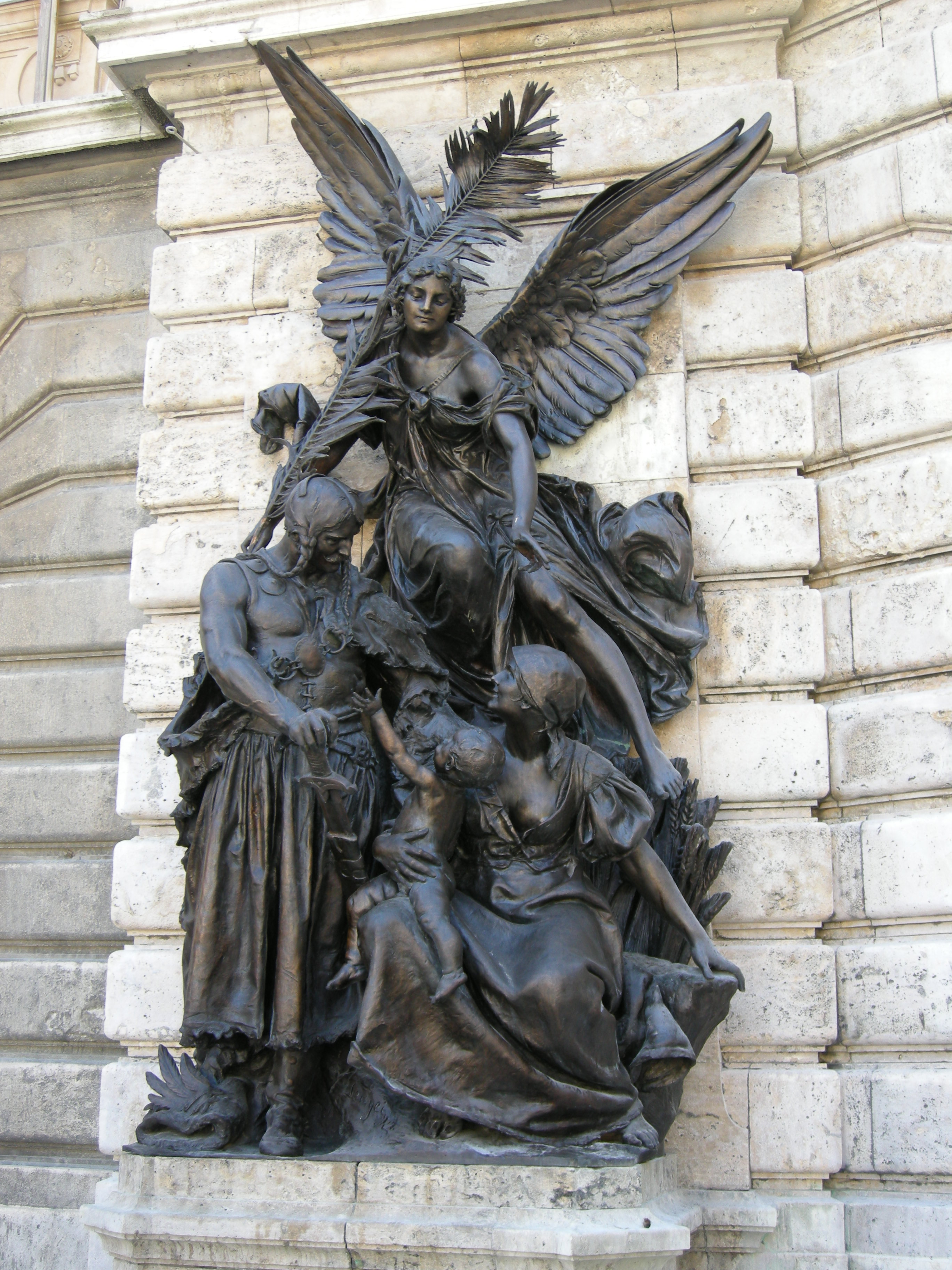
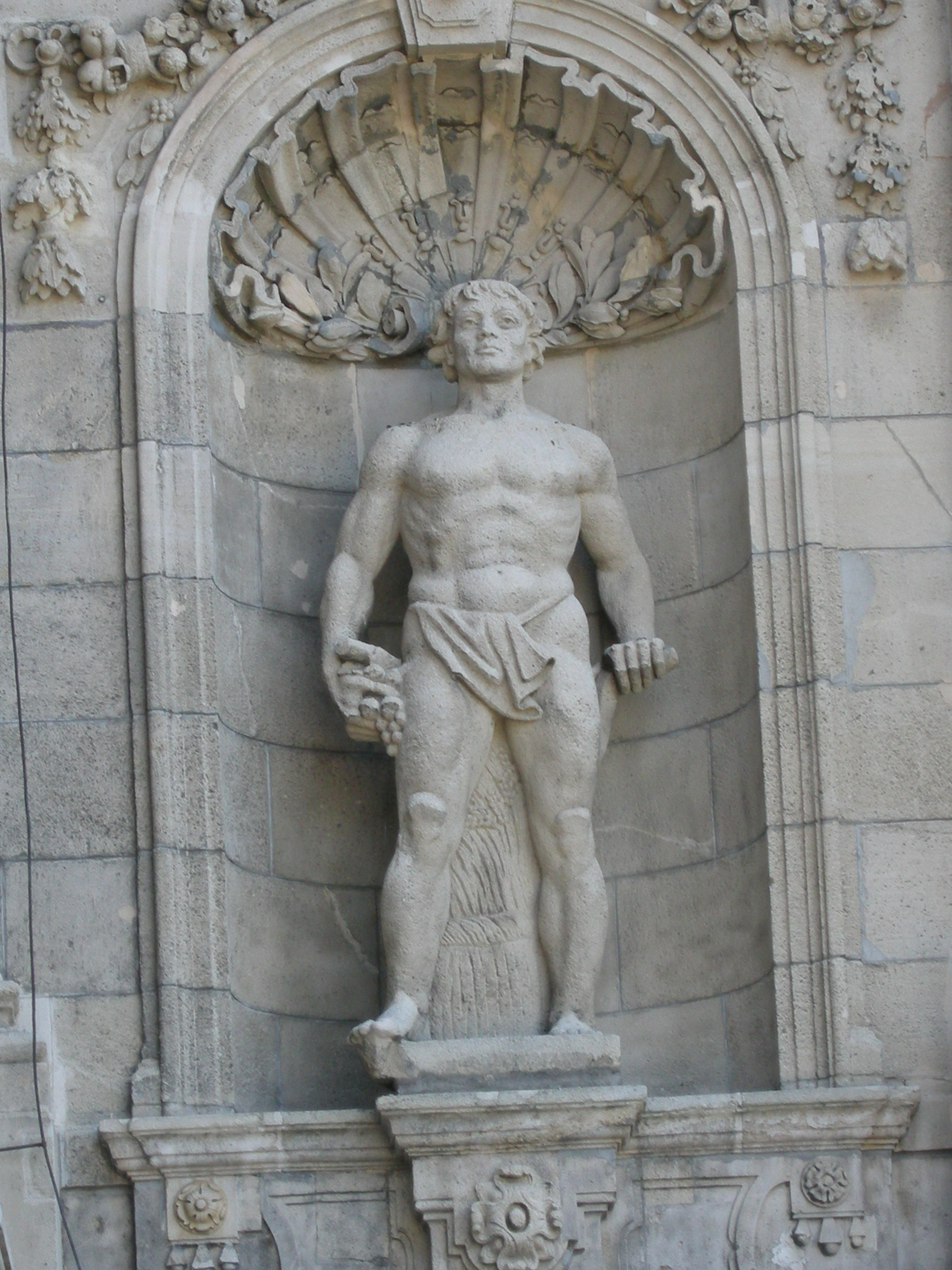
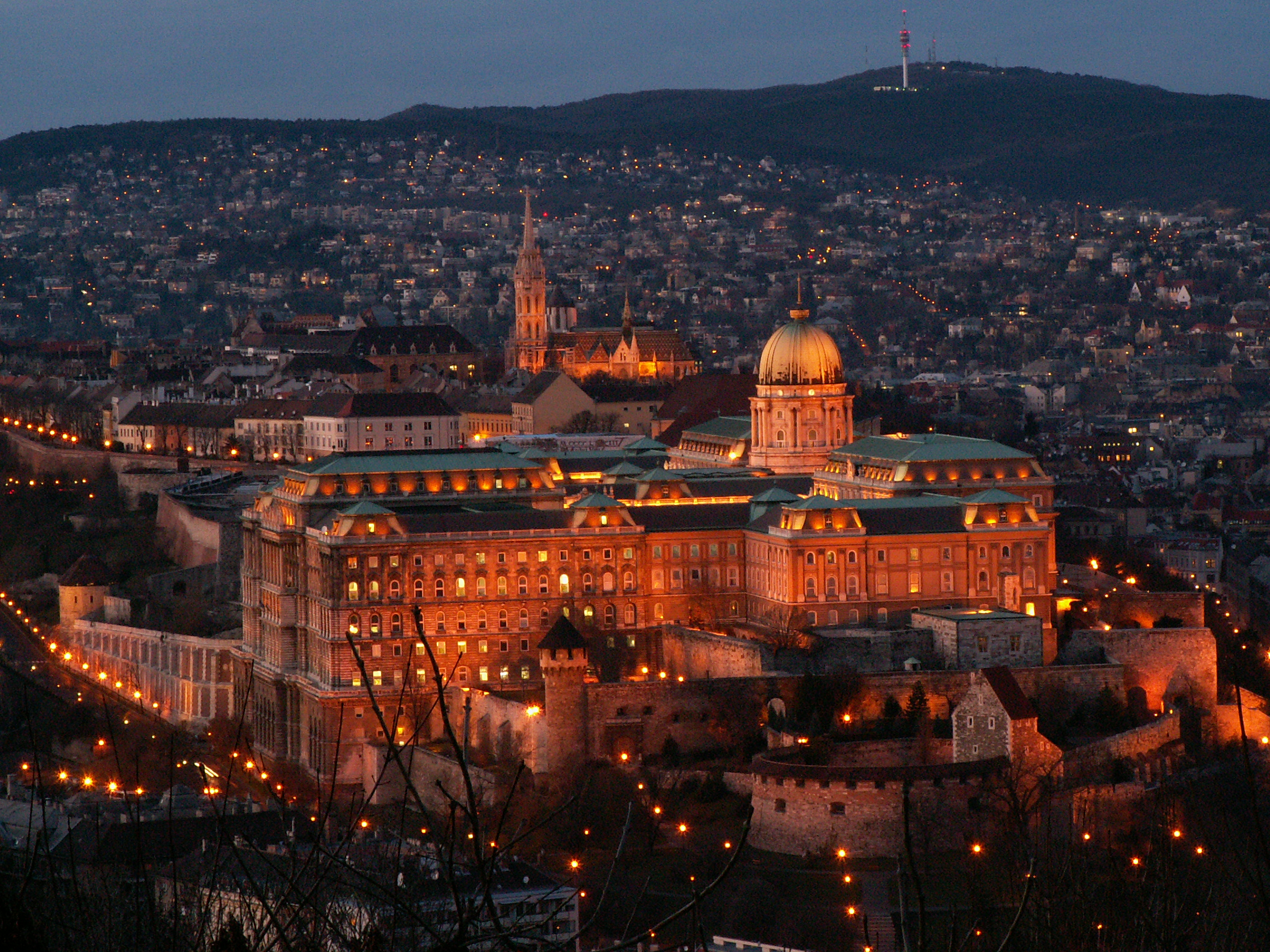
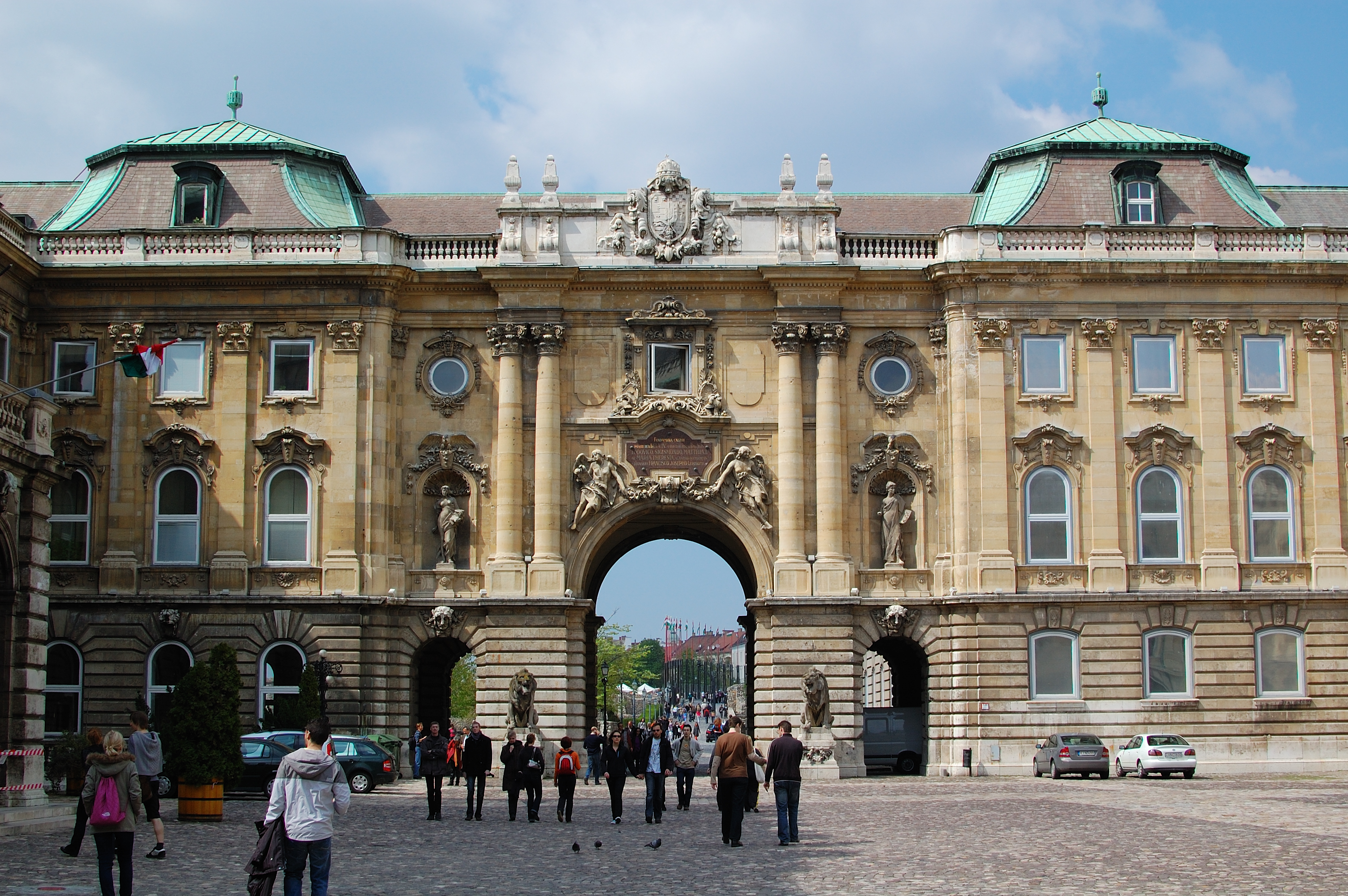
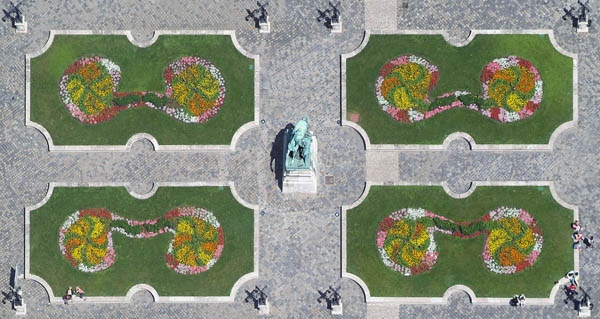